# Валенсийский переходный субдиалект
Валенсийский переходный субдиалект, (кат. valencià de transició), или Каталанский тортосский (кат. català tortosí) — переходный говор между северо-западным и валенсийским диалектами. Принадлежит к группе западных диалектов каталанского языка.
Распространён в следующих территориях: комарках Маэстрасго, Портс-де-Морелла, (за исключением испаноязычного муниципалитета Олокау-дель-Рей), в Матаррании (включая каталаноязычные районы Бахо-Арагон, Маэлья, Фабара, Нонаспе и Бахо-Арагон-Каспе), в комарках Монсия, Баш-Эбре, Терра-Альта и на юге Рибера-д’Эбре.
Принадлежность субдиалекта является предметом споров. В первой четверти XX века данный говор относили к валенсийскому, более поздние авторы — к северо-западному; часть языковедов считают его третьим независимым субдиалектом Западной Каталонии

## Ключевые особенности
- Переход [dʒ] в [ʒ] и [jʒ];
- Возможность выпадения интервокального /d/ в суффиксах -ada и -ador (хотя значительное количество говорящих этот согласный произносит);
- Окончание -a в глаголах в некоторых районах произносится как [ɛ];

Валенсийский переходный субдиалект имеет следующие общие черты с кастельонским субдиалектом (эти черты отличают его от литературного каталанского языка):
- Окончание -o у глаголов в первом лице единственного числа настоящего времени;
- Окончания -às, -és, -ís в глагольной форме прошедшего незавершённого времени сослагательного наклонения (кат. imperfet de subjuntiu);
- Буквы b и v обозначают один средний звук (явление бетацизма);
- Общеупотребительной формой определённого артикля мужского рода является lo / los;
- Сохранение -d- между гласными в суффиксах -ada и -ador;
- Конечное -r не произносится;
- Окончание -e в форме 3-го лица единственного числа в настоящем времени (кат. ell cante, ell cantave)
- Переход z и s в [ʒ] и [ʃ]: dotze > [dodʒe], pots > [pɔtʃ];
- Слияние фонем [s] и [ʃ]: caixó > [kajso]